# Колби, Барбара
Ба́рбара Ко́лби (англ. Barbara Colby; 2 июля 1940, Нью-Йорк, США — 24 июля 1975, Лос-Анджелес, Калифорния, США) — американская актриса.

## Биография
Свою кинокарьеру Колби начала в 1960-х годах. Всего снялась примерно в 20-ти фильмах и сериалах.
Незадолго до смерти рассталась со своим супругом Бобом Левиттом, но развестись с ним не успела.
Барбара Колби и актёр Джеймс Кирнан были застрелены 24 июля 1975 года, когда подходили к своей машине. Колби скончалась на месте, а вот Кирнан некоторое время оставался жив. Он рассказал, как всё происходило, но двух мужчин, которые в них стреляли, не запомнил. Вскоре Кирнан скончался от полученных ран. Убийства актёров так и остались нераскрытыми.
Невероятно, но в дом, где жила Колби, потом вселился Джон Леннон. В скором времени он был убит рядом с этим домом.